# ロエトサウルス
ロエトサウルス（学名 Rhoetosaurus、 「ロイトスのトカゲ」の意味）は、ギリシャ神話のティーターンの1人ロイトスにちなんで名付けられた、現在のオーストラリア東部のジュラ紀（？ジュラ紀中期）に生息した竜脚類恐竜の属である。 ロエトサウルス体長約12メートルから15メートルと推定される。 ロエトサウルスはしばしば論文の著者たちに名前のスペルを間違えられているRhaetosaurus（de Lapparent & Laverat, 1955）、Rheteosaurus（Yadagiri, Prasad & Satsangi, 1979）。

## 発見と種
ブリスベンのクイーンズランド博物館にて独学した（後のディレクターとなった）古生物学者であるハーバー・ロングマンは1924年、中央クイーンズランドのローマ近くのダーラムダウンズステーションで巨大な化石爬虫類の骨格が露出しているのを知る。ステーション（豪州の表現で大牧場(en)）の支配人アーサー・ブラウンはロングマンに骨の断片を送り、そのためこの恐竜の種小名はブラウンに献名されbrowneiとなった。
最初の収集物は、16の間接した骨を含む22個の尾椎骨、および後肢の部分的な破片だった。ロングマンは新しい発見を発表した直後、ステーションを訪れ、クイーンズランド博物館に送るために同じ骨格のより多くの資料をまとめた。追加の標本は胸椎、肋骨の小片、さらには尾椎と大腿骨と骨盤、頸椎も含まれていた。
更なる資料がメアリー・ウェイドとアラン・バーソロメイにより1975年に収集され、Drs. Tom Rich, Anne Warren, Zhao Xijin, and Ralph Molnarによっても収集されている。これらの追加の資料には肋骨、他に頚部、右後肢の大部分が含まれ、これらは現在研究中である。今日至るまで尾の先端および頭骨は発見されていない。
ロエトサウルスはオーストラリアのみならずジュラ紀のゴンドワナ大陸で発見された竜脚類のなかで最もよく知られている。

## 他の属との関係
初めロングマンはドイツの指導的な古生物学者フリードリヒ・フォン・ヒューネの助言を受けロエトサウルスの原始的な特徴を特筆した、後にこれはケティオサウルス科と呼ばれている。しかしこのグループは現在では単に基盤的な（原始的な）竜脚類の種々雑多なものを入れるものになっている考えられている。より最近では生息時期が似ているため、シュノサウルスと比較されるが、正当な理由はない。完全に近い後肢の形状()から示されるのは少なくとも派生的な新竜脚類ではないことだが、より正確に竜脚類の進化における位置を決めるためのさらなる研究にはさらなる資料を必要とする。

## 参照
- Long JA (1998). Dinosaurs of Australia and New Zealand and other animals of the Mesozoic Era. UNSW Press. ISBN 0-86840-448-9

- Longman, H.A. (1926). "A giant dinosaur from Durham Downs, Queensland." Memoirs of the Queensland Museum 8:183-194.

- Longman, H.A. (1927). "The giant dinosaur Rhoetosaurus brownei". Memoirs of the Queensland Museum 9:1-18